# Netduino
Netduino — открытая аппаратная вычислительная платформа, базирующая на .NET Micro Framework и использующая 32-битные микроконтроллеры ARM. Платы Netduino (за исключением вариантов Mini и Go) совместимы с большинством внешних плат расширения («щитов» / англ. «schields») для Arduino.

## Аппаратная часть

### Netduino
Первая модель Netduino основывается на работающем с частотой 48 МГц процессоре Atmel AT91SAM7X. Она содержит 20 цифровых входов/выходов, доступных на плате через штыревые разъёмы, 4 из которых могут выдавать ШИМ сигнал, а 6 — использоваться в качестве аналоговых входов. Все входы/выходы поддерживают I²C и SPI, 2 — также поддерживают UART. Допустимое напряжение питания составляет 7.5 — 12.0 вольт постоянного тока. Альтернативно возможно питание через наплатный разъём MicroUSB.
На плате доступно 128 КБ памяти для хранения исполняемого кода и 60 КБ оперативной памяти.

### Netduino plus
Netduino plus отличается от Netduino наличием разъёма RJ45 для подключения к сети Ethernet и кардридера для чтения карт MicroSD. Свободное место для хранения исполняемого кода составляет 64 КБ, оперативная память — 42 КБ.

### Netduino mini
Netduino mini представляет собой версию Netduino в формате DIP общей площадью 4,65 см², хорошо подходящую для монтажа на макетных платах Программирование устройства возможно только с помощью последовательного кабеля (RS232 или TTL), программирование с помощью USB, существующие в других моделях, недоступно. По сравнению с Netduino, Netduino mini содержит на 2 меньше цифровых входов/выходов и только 4 (вместо 6) из них могут использоваться в качестве аналоговых входов. На плате доступно 152 КБ памяти для хранения исполняемого кода и 64 КБ оперативной памяти.

### Netduino 2
Netduino 2 основывается на работающем с частотой 120 МГц процессоре STMicro STM32F205RF фирмы STMicroelectronics. Количество доступных на плате цифровых входов/выходов увеличилось до 22. 6 из них могут выдавать ШИМ сигнал, а 6 — использоваться в качестве аналоговых входов. Количество входов/выходов, поддерживающих UART, увеличилось до 4-х. На плате доступно 192 КБ памяти для хранения исполняемого кода и 60 КБ оперативной памяти.

### Netduino plus 2
Netduino plus 2 сходен Netduino 2, отличаясь от него использованием более быстрого процессора STMicro STM32F405RG (168 МГц), наличием разъёма RJ45 для подключения к сети Ethernet и кардридера для чтения карт MicroSD. Свободное место для хранения исполняемого кода оставляет 384 КБ, оперативная память — свыше 100 КБ.

### Netduino go
Netduino go тождественен Netduino 2 по используемому процессору, оперативной памяти и месту для хранения исполняемого кода, однако ориентирован на разработчиков, желающих избежать пайки при создании своих устройств. Вместо штыковых входов/выходов на плате Netduino go расположены 8 портов gobus, позволяющих подключать поддерживающие этот стандарт платы расширения. Питание осуществляется только через наплатный разъём MicroUSB.

## Программное обеспечение
В качестве основной среды разработки Netduino использует Microsoft Visual Studio под Windows. Для работы необходима SDK .NET Micro Framework и разрабатываемый производителем Netduino SDK. Существует возможность программирования устройств из виртуальных машин Windows, работающих на системах Parallels, VMware Fusion и Oracle VirtualBox. Есть экспериментальная поддержка работы под MacOS и Linux (Mono).